# دبلیو اف ویت هتل
دبلیو اف ویت هتل WF DeWitt Hotel یک هتل تاریخی است که در شهر دورام در گرین کانتی، نیویورک واقع شده‌است. این ساختمان در سال ۱۸۶۵ ساخته شده‌است، ساختمان به سبک ایتالیایی ساخته شده‌است. این پایه بر پایه سنگ استوار است و دارای یک سقف دروازه ای متوسط است. : 4  از سال 2013، از این مکان به عنوان یک فروشگاه عتیقه استفاده می شود. این مکان در سال ۲۰۰۱ درثبت ملی اماکن تاریخی ثبت شده‌است.